# Étobon
Étobon est une commune française située dans le département de la Haute-Saône, la région culturelle et historique de Franche-Comté et la région administrative Bourgogne-Franche-Comté.
Son histoire remonte au Moyen Âge. Un château féodal est attesté en 1256, construit sur la butte d'Étobon, il dominait les lieux jusqu'en 1519 où il fut incendié et détruit. Cette butte d'Étobon (574 mètres) se détache du paysage et a été le théâtre d'un accident aérien en 1933. Elle appartient au Chérimont un massif collinéen au cœur duquel se situe le territoire de la commune. Celui culmine à la tête de cheval (585 mètres).
La commune est reconnue comme village martyr de la Seconde Guerre mondiale. Le 27 septembre 1944, alors que les Alliés sont sur le point de libérer la région, les Allemands répondent aux harcèlements des résistants par l’exécution d’une quarantaine d’habitants.

## Géographie

### Situation

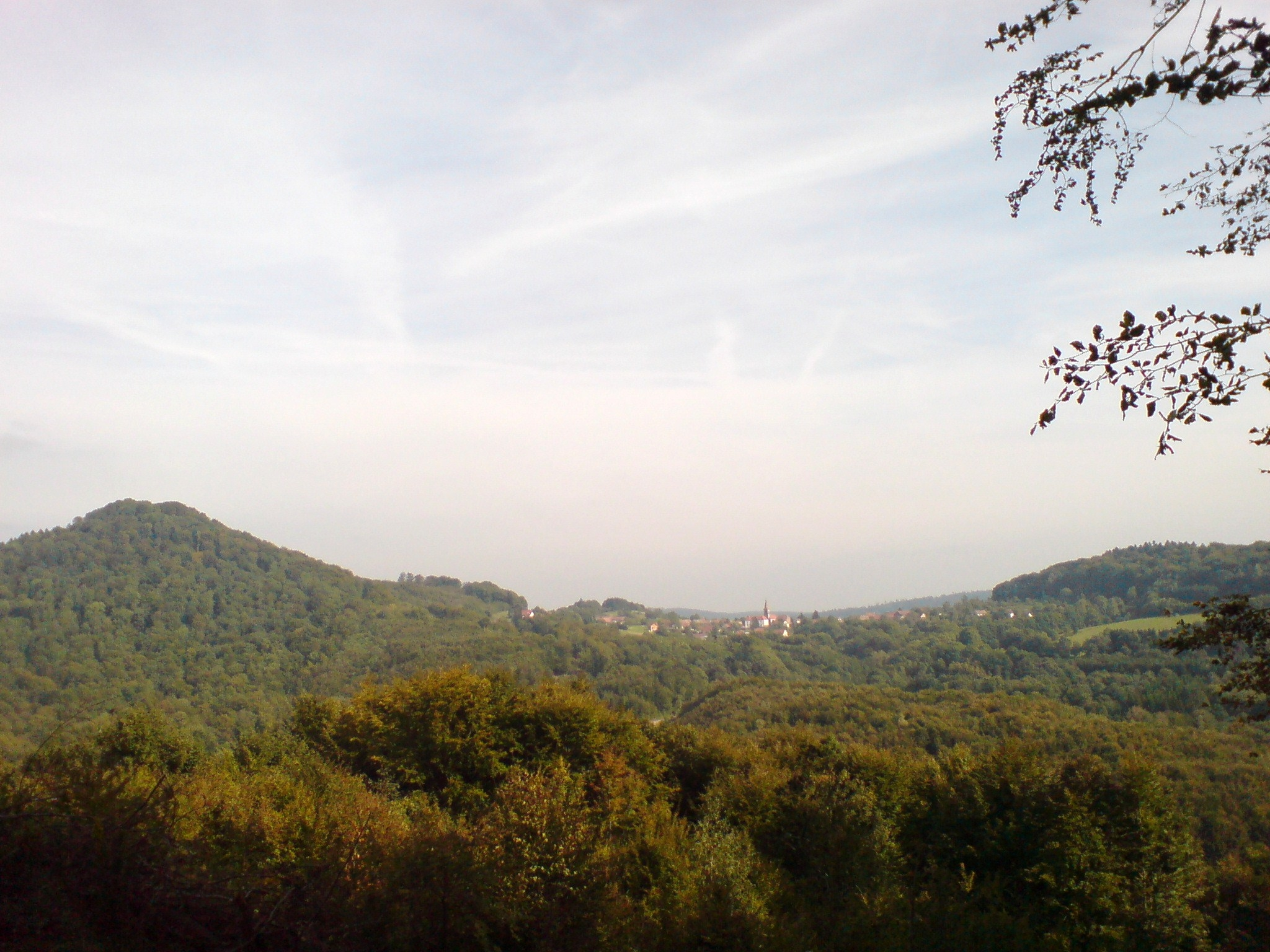
Étobon et les collines couvertes de forêts.

Étobon est un village situé au cœur d'une région boisée et au relief accidenté de la Haute-Saône en Bourgogne-Franche-Comté. Il s'étend sur 1 226 hectares à une altitude de 441 mètres. Avec ses 286 habitants en 2005, soit 23,3 habitants par km2, Étobon est la 184e ville du département et la 22 920e ville de France.
Un sentier de randonnée, le chemin de la Cude, traverse le village.
La commune est proche du parc naturel régional des Ballons des Vosges à environ 5 km. La grande ville la plus proche est Belfort à 13 km ; les villages limitrophes de la commune sont Belverne, Frédéric-Fontaine et Chenebier.

### Communes limitrophes
Les communes limitrophes sont  Belverne, Champagney, Chenebier, Clairegoutte et Luze.
| Clairegoutte | Champagney |           |
|              | Étobon     | Chenebier |
| Belverne     | Luze       |           |

### Géologie et relief

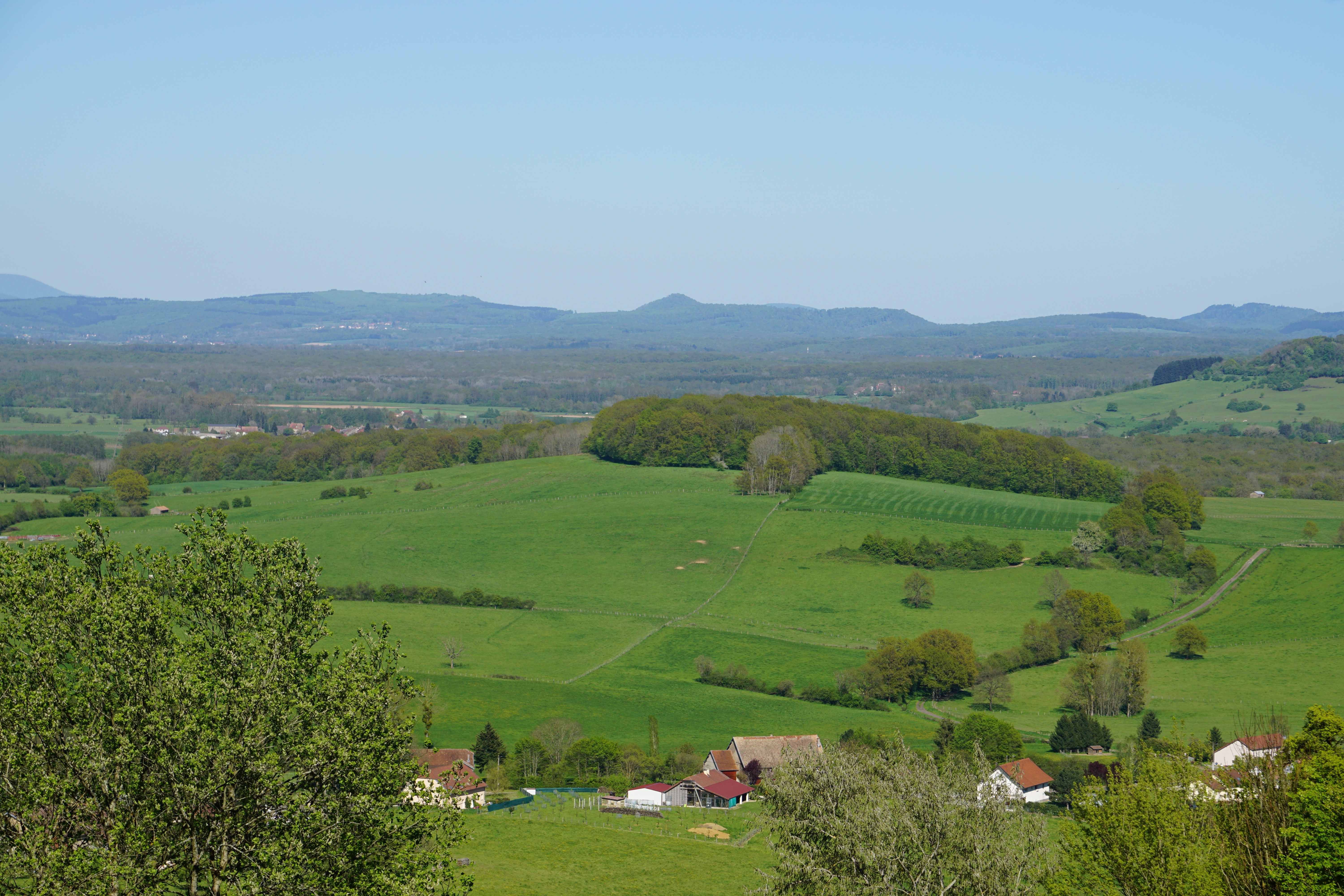
Vue générale du Chérimont depuis le mont Gédry à Arpenans, au centre se distingue la silhouette triangulaire de la butte d'Étobon.

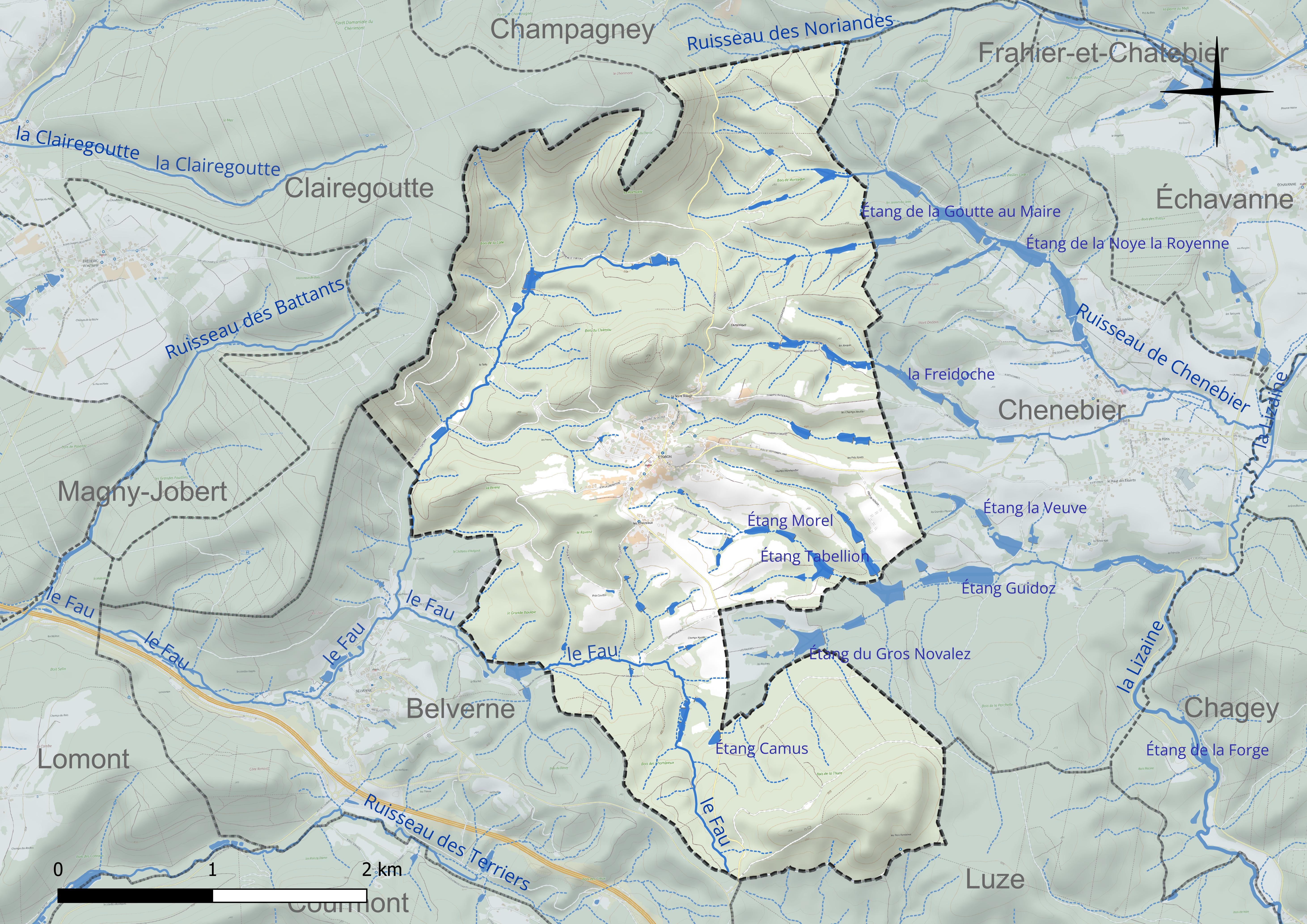
Carte hydrographique de la commune.

Étobon se situe au cœur du massif du Chérimont, un petit massif montagneux dépassant rarement l'étage collinéen. Situé entre les Vosges saônoises, la trouée de Belfort et les contreforts du massif du Jura, le territoire de la commune est particulièrement vallonné et boisé. Le sommet le plus marquant du territoire est celui de l'ancien château féodal qui domine le village par le nord (574 m),,. Plus au nord, le territoire de la commune se limite aux flancs de la « Tête de cheval », un massif qui tient son nom de sa forme ; c'est aussi le sommet le plus étendu et le plus élevé du Chérimont : il culmine à 590 mètres sur le territoire de la commune voisine de Clairegoutte et attient 585 mètres à Étobon. Au sud-est de la commune, le bois de Thure recouvre un sommet notable qui culmine à 557 mètres d'altitude.
Le bassin houiller stéphanien sous-vosgien occupe le territoire communal, recouvert par un Permien épais.

### Climat
Pour des articles plus généraux, voir Climat de la Bourgogne-Franche-Comté et Climat de la Haute-Saône.
En 2010, le climat de la commune est de type climat de montagne, selon une étude du Centre national de la recherche scientifique s'appuyant sur une série de données couvrant la période 1971-2000. En 2020, Météo-France publie une typologie des climats de la France métropolitaine dans laquelle la commune est exposée à un climat semi-continental et est dans la région climatique Lorraine, plateau de Langres, Morvan, caractérisée par un hiver rude (1,5 °C), des vents modérés et des brouillards fréquents en automne et hiver.
Pour la période 1971-2000, la température annuelle moyenne est de 9,5 °C, avec une amplitude thermique annuelle de 17 °C. Le cumul annuel moyen de précipitations est de 1 305 mm, avec 13,2 jours de précipitations en janvier et 10,7 jours en juillet. Pour la période 1991-2020, la température moyenne annuelle observée sur la station météorologique installée sur la commune est de 10,7 °C et le cumul annuel moyen de précipitations est de 1 272,5 mm. 
La température maximale relevée sur cette station est de 38,5 °C, atteinte le 24 juillet 2019 ; la température minimale est de −18 °C, atteinte le 1er mars 2005,,.
| Mois                                  | jan.         | fév.           | mars         | avril       | mai           | juin        | jui.          | août        | sep.        | oct.        | nov.        | déc.         | année     |
| ------------------------------------- | ------------ | -------------- | ------------ | ----------- | ------------- | ----------- | ------------- | ----------- | ----------- | ----------- | ----------- | ------------ | --------- |
| Température minimale moyenne (°C)     | −0,9         | −0,6           | 1,7          | 5           | 8,7           | 12,3        | 13,8          | 13,5        | 10          | 6,9         | 3           | 0,1          | 6,1       |
| Température moyenne (°C)              | 1,9          | 2,9            | 6,5          | 10,5        | 14,1          | 18,2        | 19,8          | 19,4        | 15,4        | 11,2        | 6,2         | 2,8          | 10,7      |
| Température maximale moyenne (°C)     | 4,7          | 6,5            | 11,2         | 16,1        | 19,6          | 24          | 25,8          | 25,3        | 20,7        | 15,6        | 9,3         | 5,5          | 15,4      |
| Record de froid (°C) date du record   | −11 07.01.17 | −14,5 13.02.12 | −18 01.03.05 | −5 01.04.13 | −1 06.05.19   | 1 02.06.06  | 6 03.07.11    | 5 08.08.05  | 2 20.09.12  | −5 29.10.12 | −8 30.11.10 | −18 20.12.09 | −18 2009  |
| Record de chaleur (°C) date du record | 16 25.01.16  | 20 24.02.21    | 26 31.03.21  | 28 21.04.18 | 31,5 28.05.17 | 36 26.06.19 | 38,5 24.07.19 | 38 07.08.15 | 33 15.09.20 | 29 07.10.09 | 23 07.11.15 | 16 17.12.15  | 38,5 2019 |
| Précipitations (mm)                   | 124,1        | 91,1           | 105,4        | 83,9        | 120,3         | 88,9        | 87,2          | 108,8       | 87,8        | 123,2       | 119,3       | 132,5        | 1 272,5   |

| Diagramme climatique                                  |             |              |           |              |            |              |               |            |              |           |             |
| J                                                     | F           | M            | A         | M            | J          | J            | A             | S          | O            | N         | D           |
| 4,7−0,9124,1                                          | 6,5−0,691,1 | 11,21,7105,4 | 16,1583,9 | 19,68,7120,3 | 2412,388,9 | 25,813,887,2 | 25,313,5108,8 | 20,71087,8 | 15,66,9123,2 | 9,33119,3 | 5,50,1132,5 |
| Moyennes : • Temp. maxi et mini °C • Précipitation mm |             |              |           |              |            |              |               |            |              |           |             |

Les paramètres climatiques de la commune ont été estimés pour le milieu du siècle (2041-2070) selon différents scénarios d'émission de gaz à effet de serre à partir des nouvelles projections climatiques de référence DRIAS-2020. Ils sont consultables sur un site dédié publié par Météo-France en novembre 2022.

## Urbanisme

### Typologie
Au 1er janvier 2024, Étobon est catégorisée commune rurale à habitat dispersé, selon la nouvelle grille communale de densité à sept niveaux définie par l'Insee en 2022.
Elle est située hors unité urbaine. Par ailleurs la commune fait partie de l'aire d'attraction de Montbéliard, dont elle est une commune de la couronne,. Cette aire, qui regroupe 137 communes, est catégorisée dans les aires de 50 000 à moins de 200 000 habitants,.

### Occupation des sols

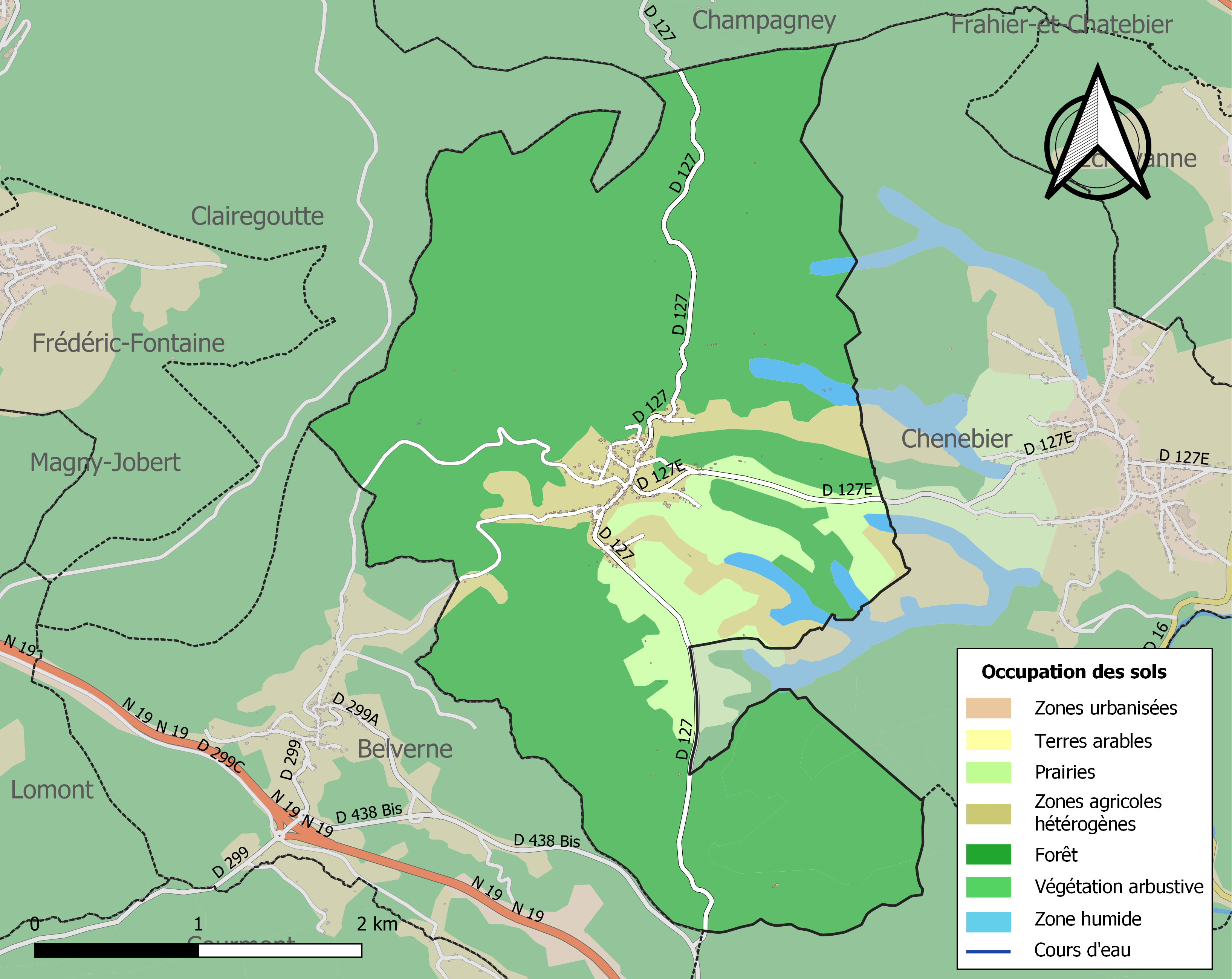
Carte des infrastructures et de l'occupation des sols de la commune en 2018 (CLC).

L'occupation des sols de la commune, telle qu'elle ressort de la base de données européenne d’occupation biophysique des sols Corine Land Cover (CLC), est marquée par l'importance des forêts et milieux semi-naturels (81,3 % en 2018), une proportion identique à celle de 1990 (81,3 %). La répartition détaillée en 2018 est la suivante : 
forêts (81,3 %), prairies (8,4 %), zones agricoles hétérogènes (8,3 %), eaux continentales (2 %). L'évolution de l’occupation des sols de la commune et de ses infrastructures peut être observée sur les différentes représentations cartographiques du territoire : la carte de Cassini (XVIIIe siècle), la carte d'état-major (1820-1866) et les cartes ou photos aériennes de l'IGN pour la période actuelle (1950 à aujourd'hui).

### Habitat et logement
En 2020, le nombre total de logements dans la commune était de 159, alors qu'il était de 161 en 2015 et de 149 en 2010.
Parmi ces logements, 84,3 % étaient des résidences principales, 6,3 % des résidences secondaires et 9,4 % des logements vacants. Ces logements étaient pour 86,8 % d'entre eux des maisons individuelles et pour 11,3 % des appartements.
Le tableau ci-dessous présente la typologie des logements à Étobon en 2020 en comparaison avec celle de la Haute-Saône et de la France entière. Une caractéristique marquante du parc de logements est ainsi une proportion de résidences secondaires et logements occasionnels (6,3 %) légèrement supérieure à celle du département (6,2 %) mais inférieure à celle de la France entière (9,7 %). Concernant le statut d'occupation de ces logements, 86,6 % des habitants de la commune sont propriétaires de leur logement (86,6 % en 2015), contre 68,8 % pour la Haute-Saône et 57,5 pour la France entière.
| Typologie                                               | Étobon | Haute-Saône | France entière |
| ------------------------------------------------------- | ------ | ----------- | -------------- |
| Résidences principales (en %)                           | 84,3   | 83          | 82,1           |
| Résidences secondaires et logements occasionnels (en %) | 6,3    | 6,2         | 9,7            |
| Logements vacants (en %)                                | 9,4    | 10,7        | 8,2            |

## Toponymie
Le nom de la localité est attesté sous différentes formes depuis le XIIIe siècle : Estobon en 1256, puis Estoboin en 1275, puis Etaubon en 1343. La commune prend finalement le nom d'Étobon en 1588.
Il existe plusieurs étymologies fantaisistes du nom de la commune. Estobon (d'après sa première graphie), serait construit de la façon suivante : « es », « to », « bon »,
ce qui doit se comprendre comme « près des deux fontaines ». L'élément « es » a valeur d'article-préposition près, « to », « zwo » voulant dire deux et « bon » en vieux patois signifiant fontaine et qu'il faut rapprocher ici du terme d'origine teutonique brunn, bren qui a la même signification.
Une autre explication consiste à interpréter le « to », comme une altération de tectum ou de dach « toit » (en latin et en allemand) : Etobon signifierait alors « près de la fontaine couverte, munie d'un toit ».
Selon Ernest Nègre, Etobon provient simplement d'un nom de personne germanique, Stoppo.

## Histoire
Depuis l'époque médiévale, le village d'Étobon est intimement lié à l'histoire du comté de Montbéliard, puis à celle de la Principauté de Montbéliard.

### Le Chastel-Thierry
Sur la hauteur du village, il existait une importante forteresse, dont l'existence est attestée dès 1256, appartenant aux sires de Chalon. Une charte datée du 20 juin 1280 le nomme Chastel-Thierry en hommage au comte de Montbéliard. Hugues, seigneur de Montbrison et d'Aspremont et fils d'Hugues de Bourgogne en était le suzerain en 1287. En 1407, par l'avènement du mariage de la princesse Henriette d'Orbe, petite-fille d'Étienne de Montfaucon, la terre d'Étobon et son château passent dans la Maison de Wurtemberg.
Le château était fort d'une part par sa position et de l'autre par les travaux considérables qui avaient été réalisés. Il était situé à 167 m au-dessus du village et mesurait 220 m dans sa plus grande longueur et 60 m de large.
Incendié et détruit en 1519 par le comte Guillaume de Furstenberg, seigneur d'Héricourt, alors en guerre contre le duc Ulric Ier de Wurtemberg, comte de Montbéliard, pour une affaire de succession. Ulric Ier, qui recouvra le château, ne crut pas devoir le remettre en état. Il tomba dès lors en ruine.
En 1580, Jean Ulrich de Steinek vend la seigneurie comprenant les villages de Magny-Danigon, Clairegoutte, Belverne et Étobon à son suzerain, Frédéric de Würtemberg.
En 1587, le village est de nouveau dévasté et incendié par l'armée des Guise et les habitants massacrés. La guerre de Dix Ans qui s'ensuivit, n'apporta au village que peste et famine. On ne comptait alors plus que 22 habitants dans le village.
Dès le milieu du XVIIe siècle, après le désastre de la Guerre de Dix Ans, les habitants du village, avec la permission du prince de Montbéliard, prirent une grande quantité de pierres du château ruiné pour la reconstruction de maisons. Leurs descendants les imitèrent. Aujourd'hui, il ne reste plus rien du château,.
La recolonisation du village débuta en 1662 et  se poursuivit en 1715 avec la venue d' éléments suisses francophones et protestants.
En 1748, après la perte des Quatre Terres dépendantes (Clémont, Châtelot, Blamont, Héricourt), la principauté redevient comté. En 1755, un certain nombre d'habitants émigre en Nouvelle-Écosse (Canada) à cause de la surpopulation et de l'interdiction de défricher la forêt de Chagey.

### Franabie
Franabie ou Frénebie est un hameau situé entre Étobon, Belverne et Chenebier dont l'existence est avérée dès le XIIe siècle par une charte de 1152 où Guy et Hugues de Granges donnent à l'abbaye de Bithaine tout ce qu'ils possèdent à "Franabit et Genubit". Leur exemple sera suivi par Guy de Traves, chevalier, qui avec l'accord de sa femme Eluys ou Illiette de Faucogney et de leurs fils Étienne et Rainaud, renonce aux biens qu'il tient dans ses deux localités en faveur du même monastère. Un document de décembre 1287 fait état de la cession de la jouissance viagère du château d'Étobon et de la châtellenie par Renaud de Bourgogne, comte de Montbéliard, en faveur de son frère Hugues. Par ce document Renaud se réserve la "grange de Franabie" et une portion du territoire ainsi décrite : « Par devers Etobon, dès la goutte Estevenon au chemin que va de Chenebie à Belverne, jusqu'à chemin que va d'Etobon à Montbéliart, et tout celluy chemin de Montbéliart en amont, jusques ès bois de Vas (Vaux) par les bouesnes que mises y sont ». Franabie semble avoir cessé d'exister vers le début du XIIIe siècle.

### Temps modernes
Étobon se convertit au protestantisme en même temps que le reste de la principauté de Montbéliard, au cours du XVIe siècle, conversion imposée par le prince. Pour enseigner la foi selon la formule de concorde de Wittemberg relevant du luthéranisme, le village est doté d’une école dès la fin du XVIe siècle. La scolarisation est alors obligatoire de 6 à 12 ou 13 ans (et l’absentéisme puni d’amende à partir de 1724). L’école était aussi pourvue d’une bibliothèque.
Du XVIe siècle au XVIIe siècle, le bois de la forêt du Chérimont est exploité et transporté par flottage sur la Luzine.

### L'époque contemporaine
Étobon est réuni à la France le 10 octobre 1793 et intégré au département de la Haute-Saône, mais change plusieurs fois de département :
- 1793 : Haute-Saône ;
- 1797 : Mont-Terrible ;
- 1801 : Haute-Saône[23].

Après le creusement d'un sondage positif à Lomont, une concession de 2 336 ha, incluant le territoire communal, est accordée à la société de recherche de houille entre Montbéliard et Villersexel en 1904 pour l'exploitation d'un gisement de houille se prolongeant au sud du puits Arthur-de-Buyer, exploité par les houillères de Ronchamp. Mais il n'y eut aucune extraction de charbon. Un autre sondage est établi sur la commune, il n'a pas rencontré ce gisement,.
Un accident aérien s'est produit le 31 octobre 1933 dans lequel l'avion postal « l'Étoile d'Argent » percute la butte d'Étobon et s'y écrase faisant deux morts parmi les cinq occupants de l'appareil,,.

#### Seconde Guerre mondiale
La Seconde Guerre mondiale n'a pas plus épargné Étobon. En septembre 1944, alors que les Alliés sont sur le point de libérer la région, les Allemands répondent aux harcèlements des résistants par l’exécution d’une quarantaine d’habitants, fusillés dans le village voisin de Chenebier.
La campagne de libération de la France se termine à la fin de l’été 1944. Le 16 septembre, c’est Lure qui est libérée, à quelques kilomètres d’Étobon. La ligne de front se stabilise quelques semaines, dans une pause logistique . Les résistants harcèlent la Wehrmacht et le 9 septembre, capture un général allemand, qui est exécuté avec une partie de son escorte. L’armée allemande décide de représailles, en application du Keitelbefehl du 16 septembre 1941. Le 27 septembre 1944, trente-neuf hommes du village sont fusillés par les troupes allemandes contre l'église protestante de Chenebier et vingt-sept autres emmenés comme prisonniers en représailles de la mort d’un général allemand tué le 9 septembre par les patriotes du Chérimont dans la forêt entre Belverne et Lyoffans ; neuf de ces derniers sont fusillés près de Belfort et les autres, dont le pasteur du village, qui avait demandé à plusieurs reprises à mourir pour tous, sont déportés dans les camps de concentration, d'où plusieurs ne devaient pas revenir.
L’épisode est bien connu grâce à Jules Perret, qui tenait un journal de bord, qui a servi à l’écriture de Les crimes du fascisme nazi. Étobon village de terroristes, publié en 1945 par les soins du maire Charles Perret. Le traumatisme a fait qu’il n’y a plus eu de bal au village avant 1978.
La commune a reçu la Croix de guerre 1939-1945 à l'issue de la Seconde Guerre mondiale et la croix de chevalier de la Légion d'honneur par le décret du 28 février 1949.
Le village d’Étobon a été le lieu de passage d’un grand nombre de prisonniers de guerre de nationalité indienne qui, après avoir profité le 11 mai 1944 du bombardement par l’aviation alliée de leur camps situé sur les hauteurs d’Épinal pour s’évader, ont chercher à rejoindre la frontière suisse dans la région de Porrentruy. En tout, 500 prisonniers de guerre indiens ont réussi à trouver refuge en Suisse, ce qui constitue la plus grande évasion de prisonnier de guerre de toute la seconde guerre mondiale. Cet épisode est relaté dans le livre « The Great Épinal Escape » de l’historien britannique Ghee Bowman. Jules Perret, le maréchal-ferrant d’Étobon, est cité à plusieurs reprises dans cet ouvrage pour son aide apportée aux fugitifs qui ont traversé le ban de la commune. Son fils fera malheureusement partie des fusillés du 27 septembre 1944.

## Politique et administration

Carte départementale représentant en rouge la communauté de communes du Pays d'Héricourt.

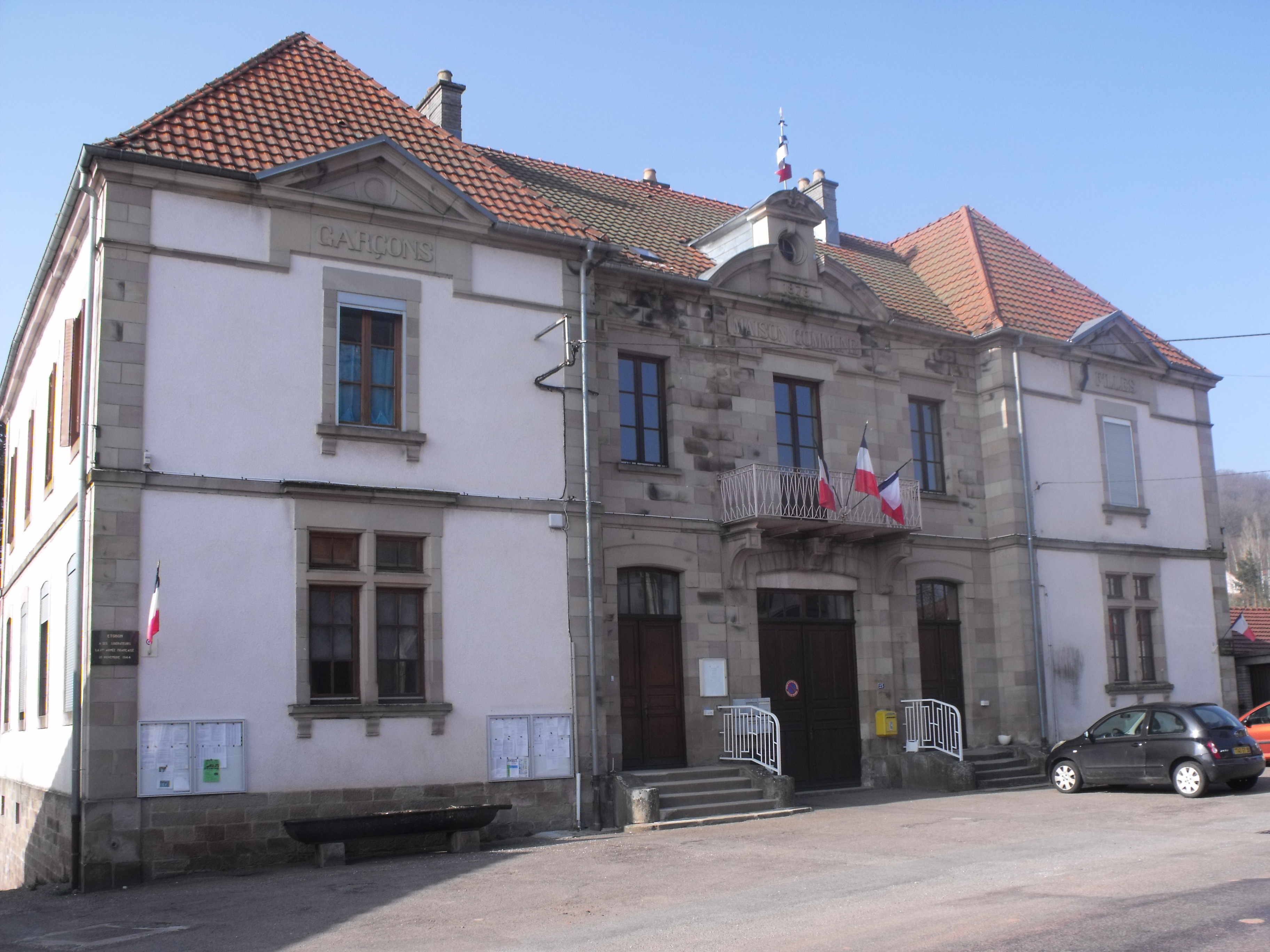
Mairie d'Étobon.

### Rattachements administratifs et électoraux

#### Rattachements administratifs
La commune fait partie de l'arrondissement de Lure du département de la Haute-Saône
Elle faisait partie depuis 1801 du canton d'Héricourt. Celui-ci a été scindé en 1985 et la commune rattachée au canton de Héricourt-Ouest. Dans le cadre du redécoupage cantonal de 2014 en France, cette circonscription administrative territoriale a disparu, et le canton n'est plus qu'une circonscription électorale.

#### Rattachements électoraux
Pour les élections départementales, la commune fait partie depuis 2014 du canton d'Héricourt-2
Pour l'élection des députés, elle fait partie de la deuxième circonscription de la Haute-Saône.

### Intercommunalité
Étobon est membre de la  communauté de communes du Pays d'Héricourt,, un établissement public de coopération intercommunale (EPCI) à fiscalité propre créé en 2001 et auquel la commune a transféré un certain nombre de ses compétences, dans les conditions déterminées par le code général des collectivités territoriales.

### Liste des maires
| Période                                  | Période                        | Identité         | Étiquette | Qualité                                       |
| ---------------------------------------- | ------------------------------ | ---------------- | --------- | --------------------------------------------- |
| Les données manquantes sont à compléter. |                                |                  |           |                                               |
|                                          |                                |                  |           |                                               |
| avant 1981                               | 1983                           | Louis Jeand'heur | DVG       |                                               |
| 1983                                     | 1995                           | Norbert Ridard   | DVG       |                                               |
| 1995                                     | 2008                           | Daniel Cousseau  |           |                                               |
| 2008                                     | 2014                           | Bernard Jacoutot |           | Restaurateur de pianoforte.                   |
| 2014                                     | septembre 2023                 | Daniel Cousseau  |           | Réélu pour le mandat 2020-2026 Démissionnaire |
| septembre 2023                           | En cours (au 30 novembre 2023) | André Louis      |           | Ingénieur ou cadre technique d'entreprise     |

## Équipements et services publics

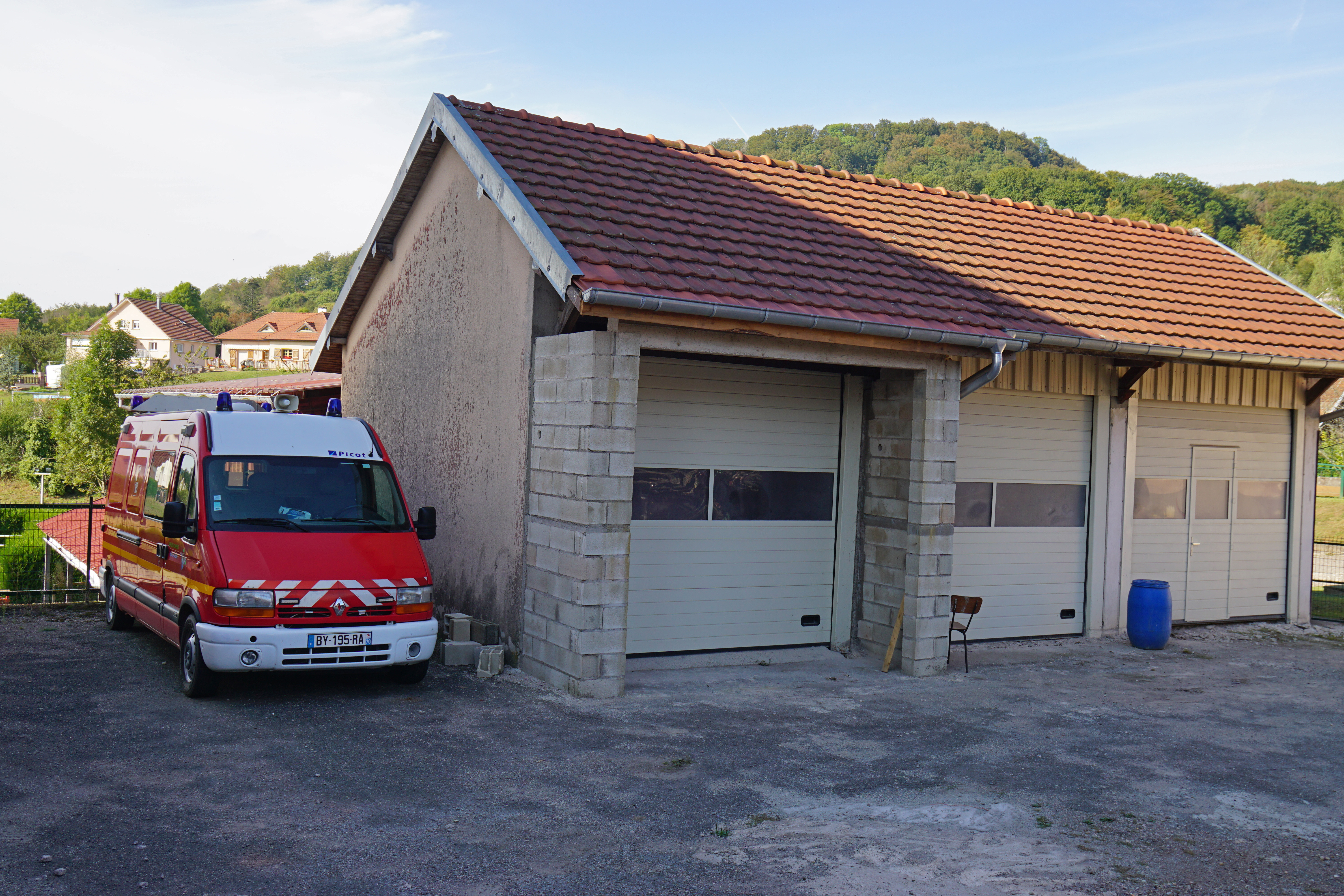
Le local incendie.

Hormis les services assurés par la mairie et un local incendie, la commune n'a aucun service public sur son territoire. L'ensemble des services publics sont disponibles à Lure, qui concentre le Pôle emploi, EDF, les impôts, la justice ou la bibliothèque, médiathèque et espace culturels.

### Enseignement
De manière générale, Étobon dépend de l'académie de Besançon, l'école la plus proche est le pôle éducatif des Vosges Saônoises, co-géré par la communauté de communes Rahin et Chérimont et la communauté de communes du Pays de Lure.
Pour les niveaux de scolarisation des collégiens et des lycéens, le collège Pierre et Marie Curie d'Héricourt et le lycée Louis Aragon d'Héricourt seront les établissements privilégiés.

### Santé
Il n'existe aucune infrastructure de santé ou de médecins au sein du village, ni dans les communes limitrophes. L'hôpital le plus proche étant celui de Lure, de plus en plus désinvestis par les services publics au profit de celui de Vesoul, il n'est pas exclu qu'à moyen terme, Étobon se trouve dans un désert médical, contraignant à la fréquentation de l'hôpital Nord Franche-Comté situé à Trévenans, dans le Territoire de Belfort (département voisin),.

## Population et société

### Démographie
L'évolution du nombre d'habitants est connue à travers les recensements de la population effectués dans la commune depuis 1793. Pour les communes de moins de 10 000 habitants, une enquête de recensement portant sur toute la population est réalisée tous les cinq ans, les populations de référence des années intermédiaires étant quant à elles estimées par interpolation ou extrapolation. Pour la commune, le premier recensement exhaustif entrant dans le cadre du nouveau dispositif a été réalisé en 2005.

En 2022, la commune comptait 277 habitants, en évolution de −7,05 % par rapport à 2016 (Haute-Saône : −1,4 %, France hors Mayotte : +2,11 %).
| 1793 | 1800 | 1806 | 1821 | 1831 | 1836 | 1841 | 1846 | 1851 |
| ---- | ---- | ---- | ---- | ---- | ---- | ---- | ---- | ---- |
| 375  | 471  | 503  | 507  | 648  | 660  | 715  | 692  | 646  |

| 1856 | 1861 | 1866 | 1872 | 1876 | 1881 | 1886 | 1891 | 1896 |
| ---- | ---- | ---- | ---- | ---- | ---- | ---- | ---- | ---- |
| 622  | 663  | 718  | 624  | 583  | 505  | 501  | 479  | 417  |

| 1901 | 1906 | 1911 | 1921 | 1926 | 1931 | 1936 | 1946 | 1954 |
| ---- | ---- | ---- | ---- | ---- | ---- | ---- | ---- | ---- |
| 405  | 385  | 340  | 332  | 268  | 254  | 266  | 267  | 252  |

| 1962 | 1968 | 1975 | 1982 | 1990 | 1999 | 2005 | 2006 | 2010 |
| ---- | ---- | ---- | ---- | ---- | ---- | ---- | ---- | ---- |
| 212  | 213  | 210  | 230  | 218  | 264  | 279  | 281  | 307  |

| 2015 | 2020 | 2022 | - | - | - | - | - | - |
| ---- | ---- | ---- | - | - | - | - | - | - |
| 298  | 288  | 277  | - | - | - | - | - | - |

### Sports et loisirs
L’association Étobon sports loisirs organise chaque année la Ronde des bois, qui propose à travers plusieurs milliers d’hectares boisés plusieurs circuits de vélos tout-terrain. La 13e édition a eu lieu le 28 août 2016 avec quatre circuits, respectivement de 12 km, 25 km 48 km et 62 km et a regroupé 456 amateurs.

## Économie
Le village dépendant économiquement des deux centres urbains de Lure et de l'agglomération d'Héricourt-Montbéliard (qui concentrent l'emploi) grâce à une bretelle sur la voie expresse passant au sud de la commune. Ces deux pôles offrent de nombreux emplois et sont rapidement accessibles par une voie expresse passant dans ces axes à proximité d'Étobon.
L'Insee rattache le village au bassin de vie de Champagney - Ronchamp.

## Culture et patrimoine

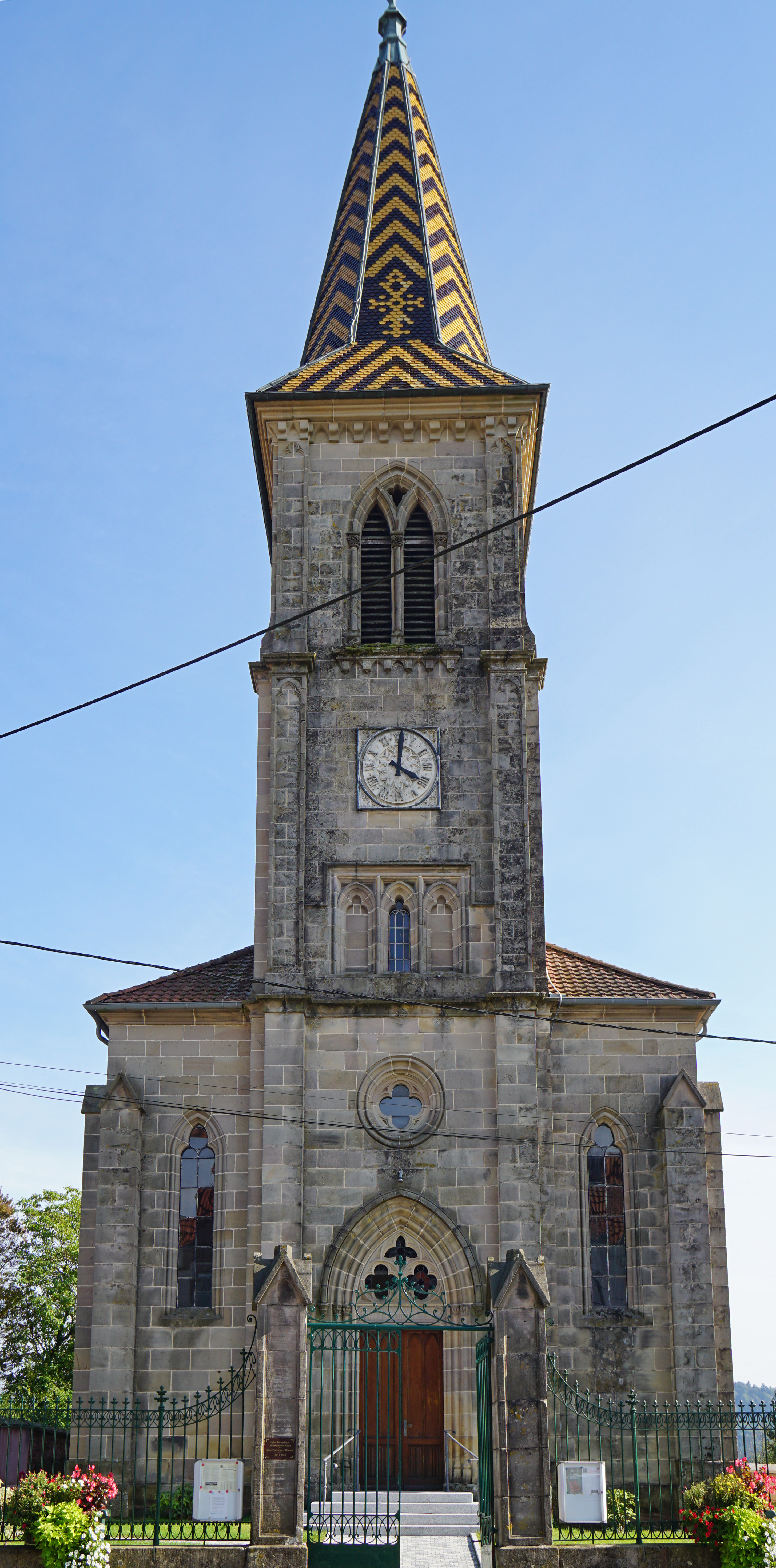
Le temple d'Étobon.

### Lieux et monuments
- Le temple d'Étobon est édifiée de 1854 à 1858 grâce au pasteur Pierre-Frédéric Beurlin. Son clocher de tuiles jaunes et brunes se voit de partout à la ronde. Les sculptures de la chaire, de la table de communion et des bancs sont remarquables. L'église d'Étobon possède deux cloches. Sur l'une d'elles on peut lire « Gloire à Dieu dans les lieux très hauts, et paix sur la terre parmi les hommes qu'il agrée ». Le toit de ce sanctuaire possède 9 138 tuiles. La première pierre du presbytère fut posée le 27 août 1828 et la charpente le 6 juin 1829. Il ne fut achevé qu'en novembre suivant[52]

Le temple.
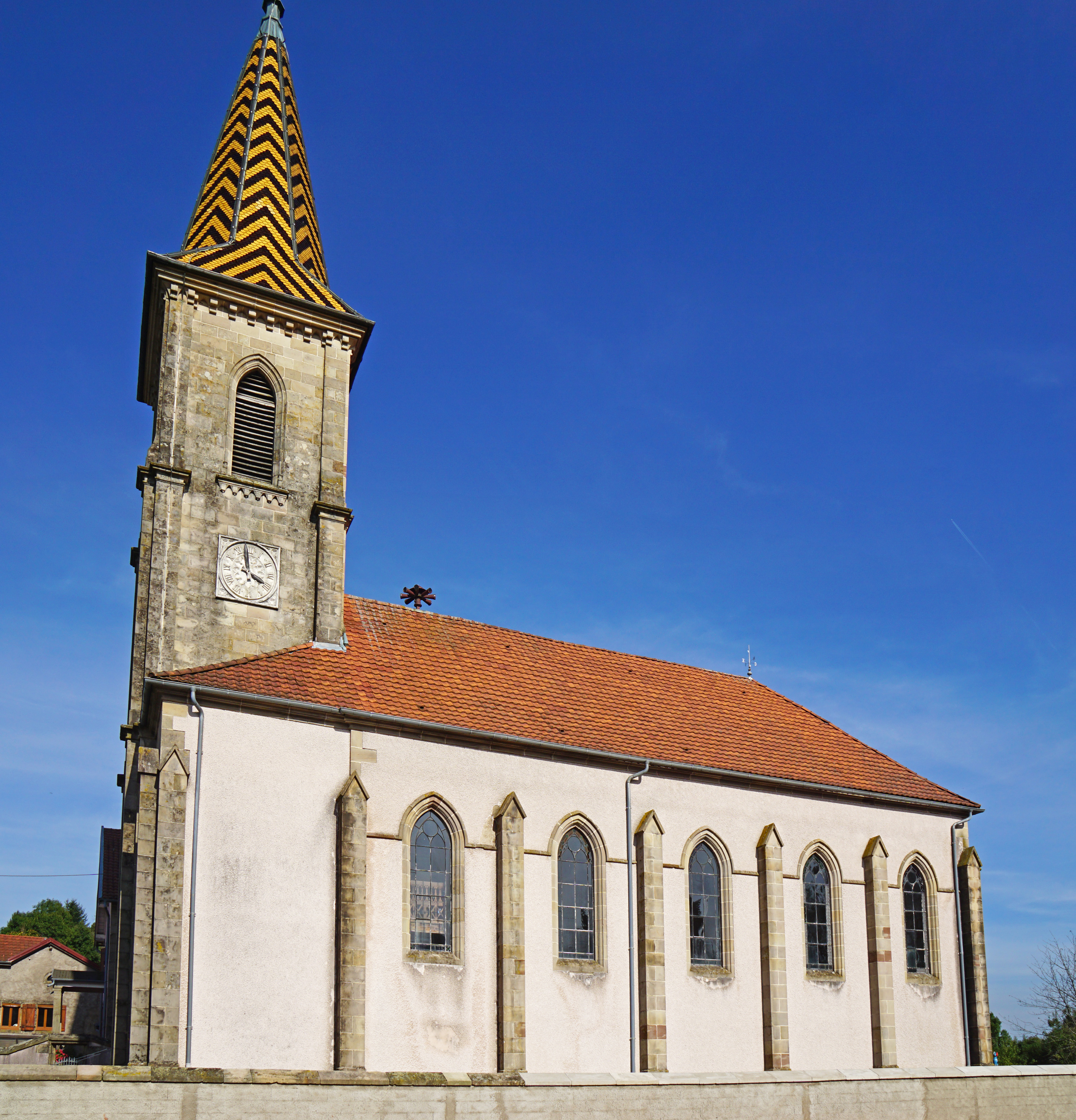
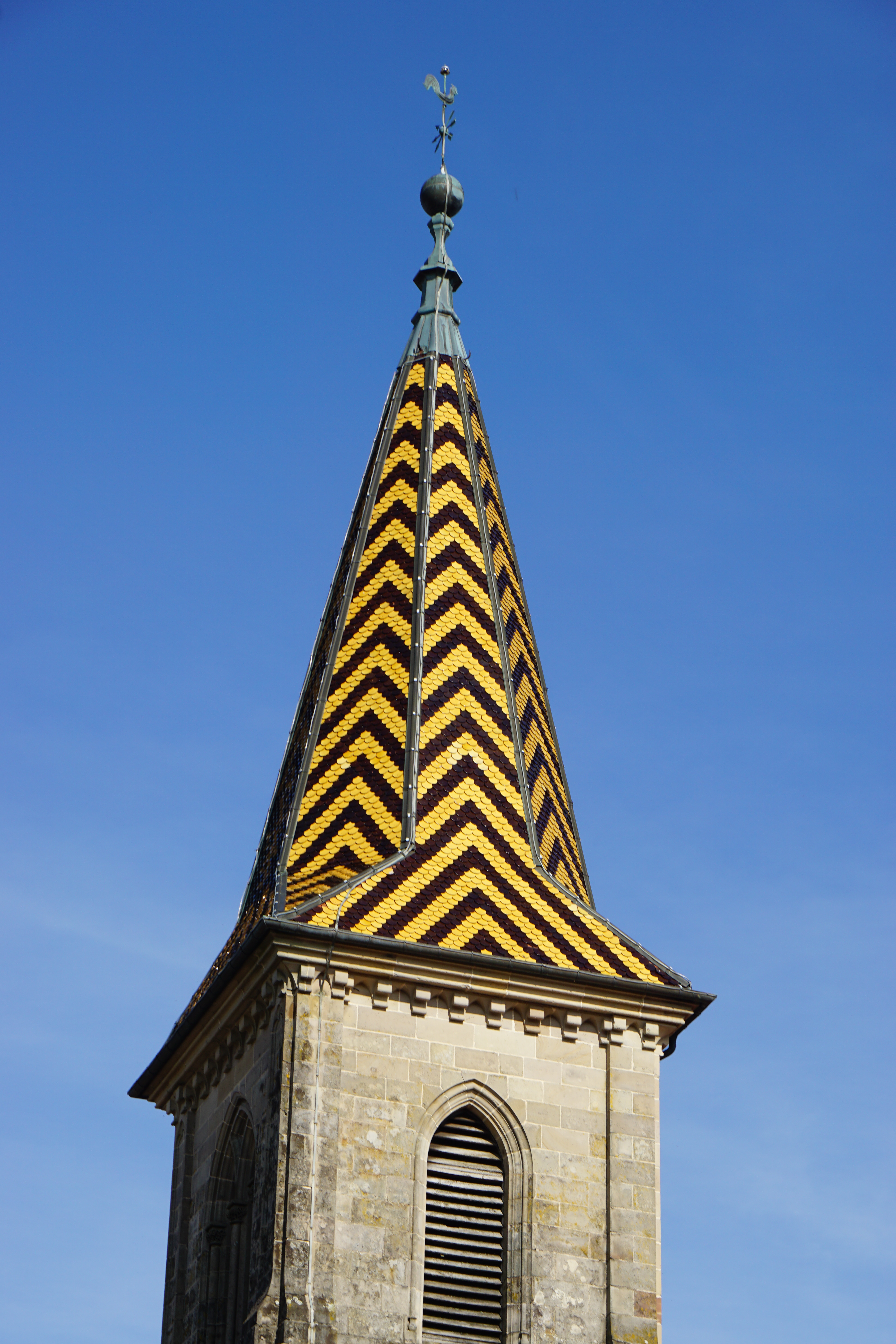

- L'ancien château d'Étobon dont ils subsiste quelques bases de construction en ruine.

Les ruines du château.
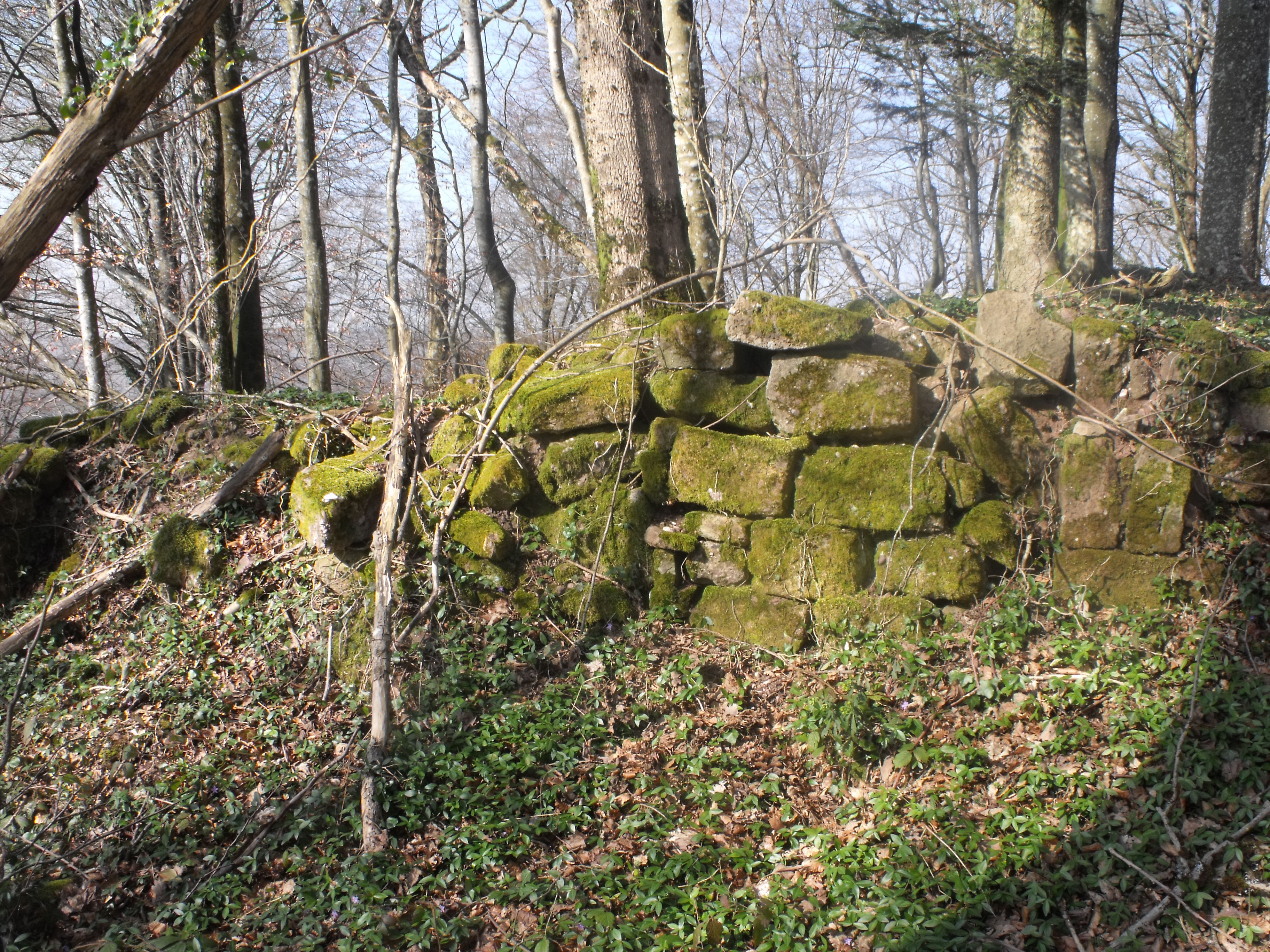
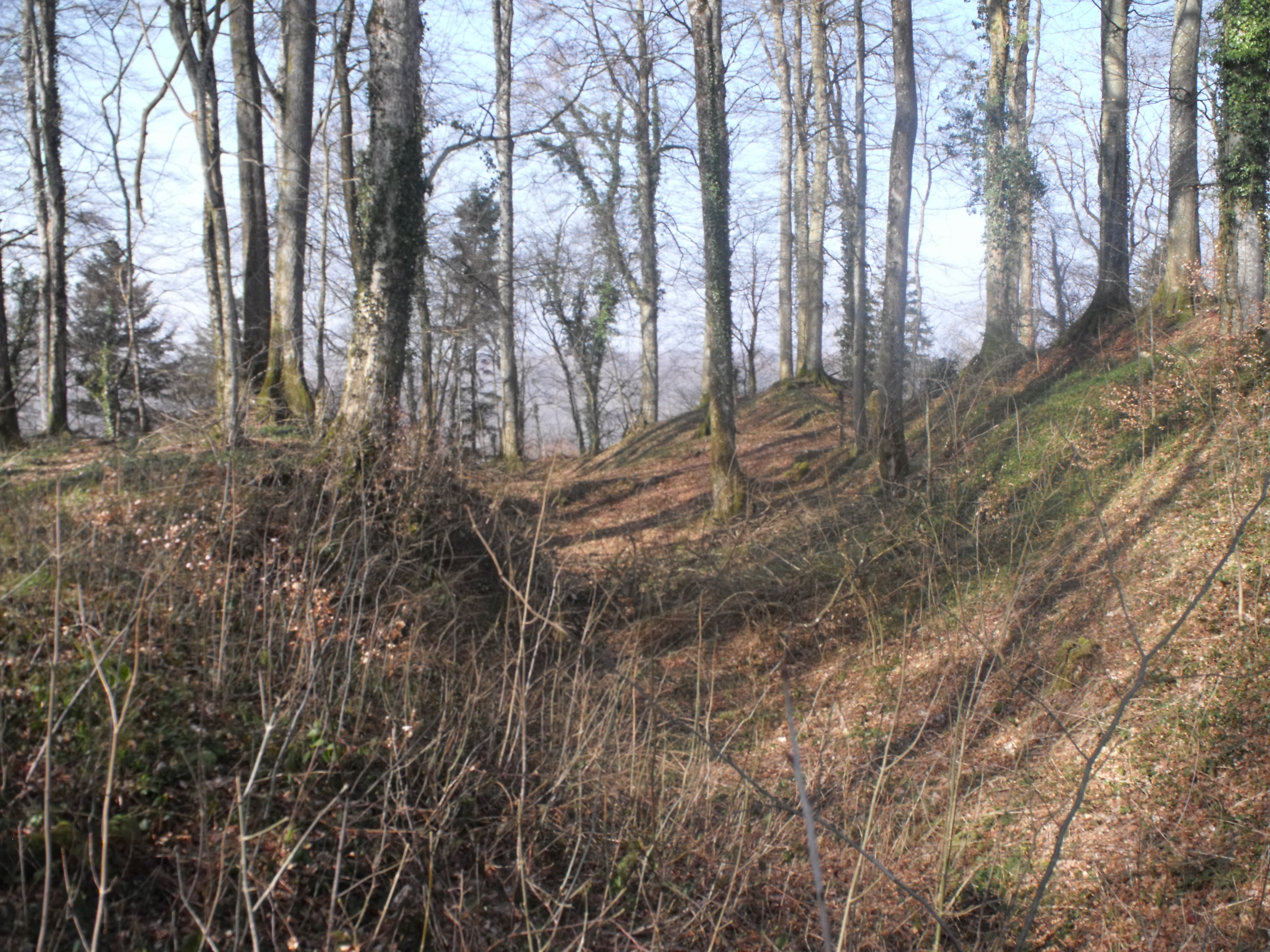

- L'Allée du souvenir rendant hommage aux fusillés[31], et le monument aux morts et la stèle mémorielle de l'accident aérien du 31 octobre 1933[26],[27],[1].

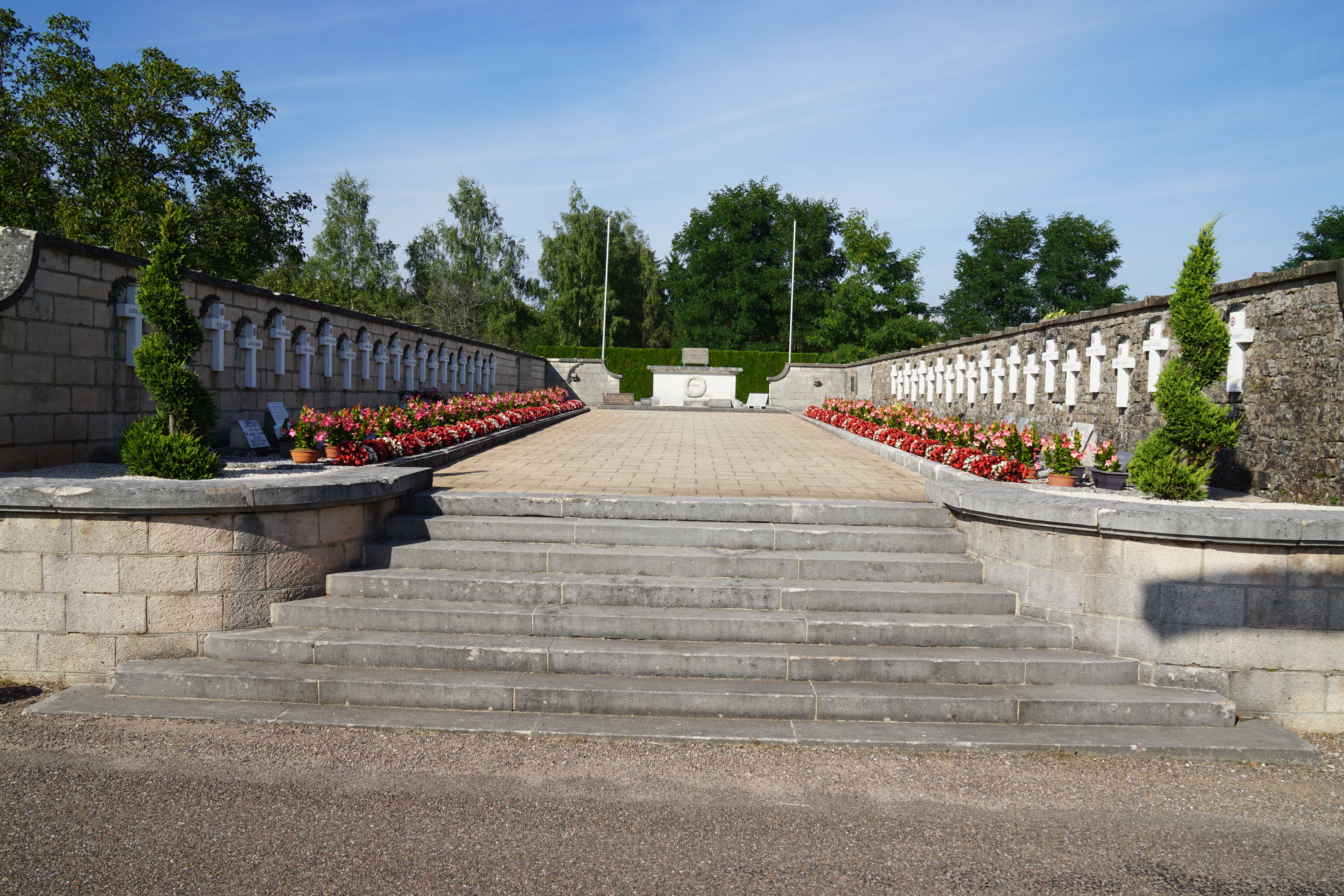
L’Allée du souvenir.
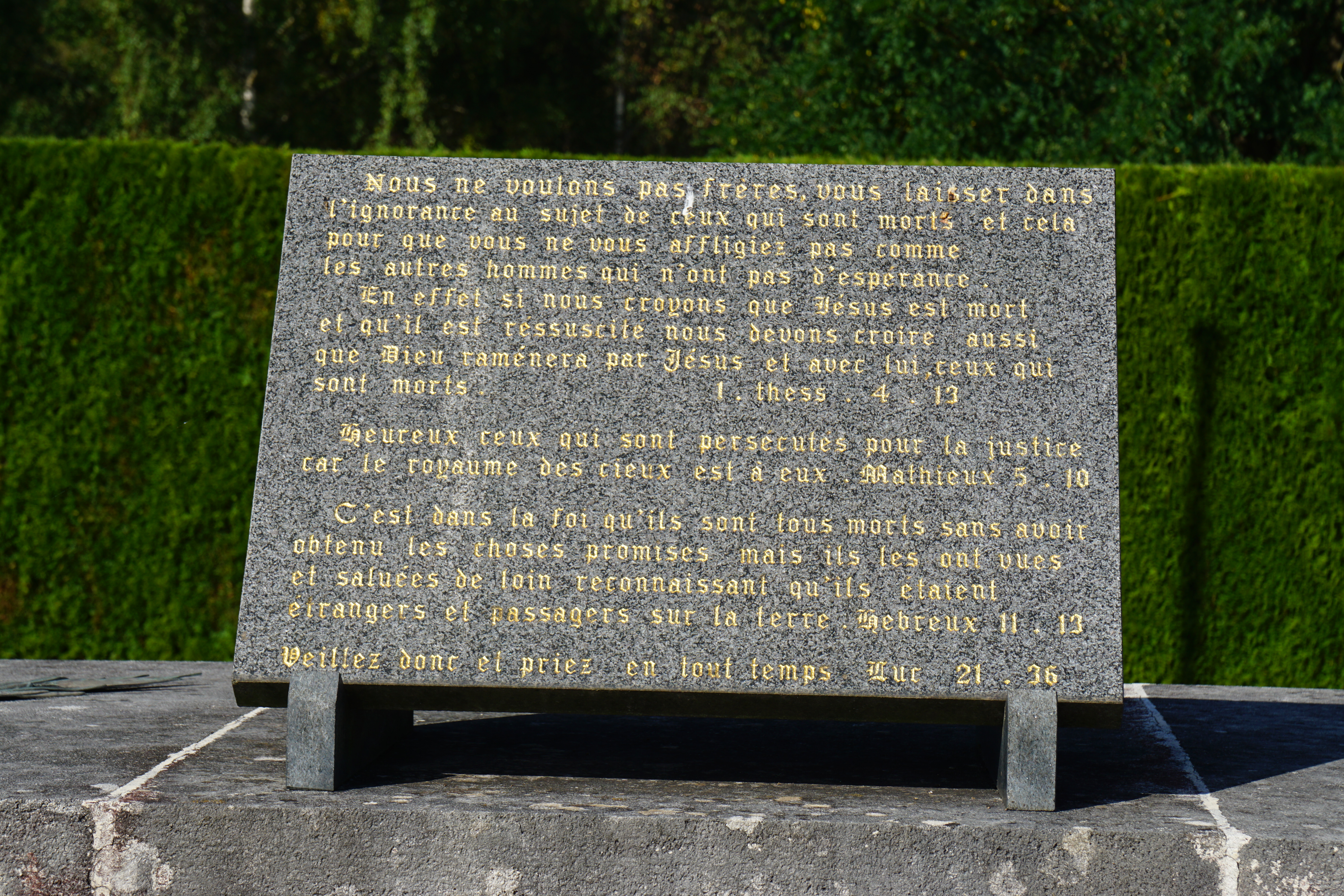
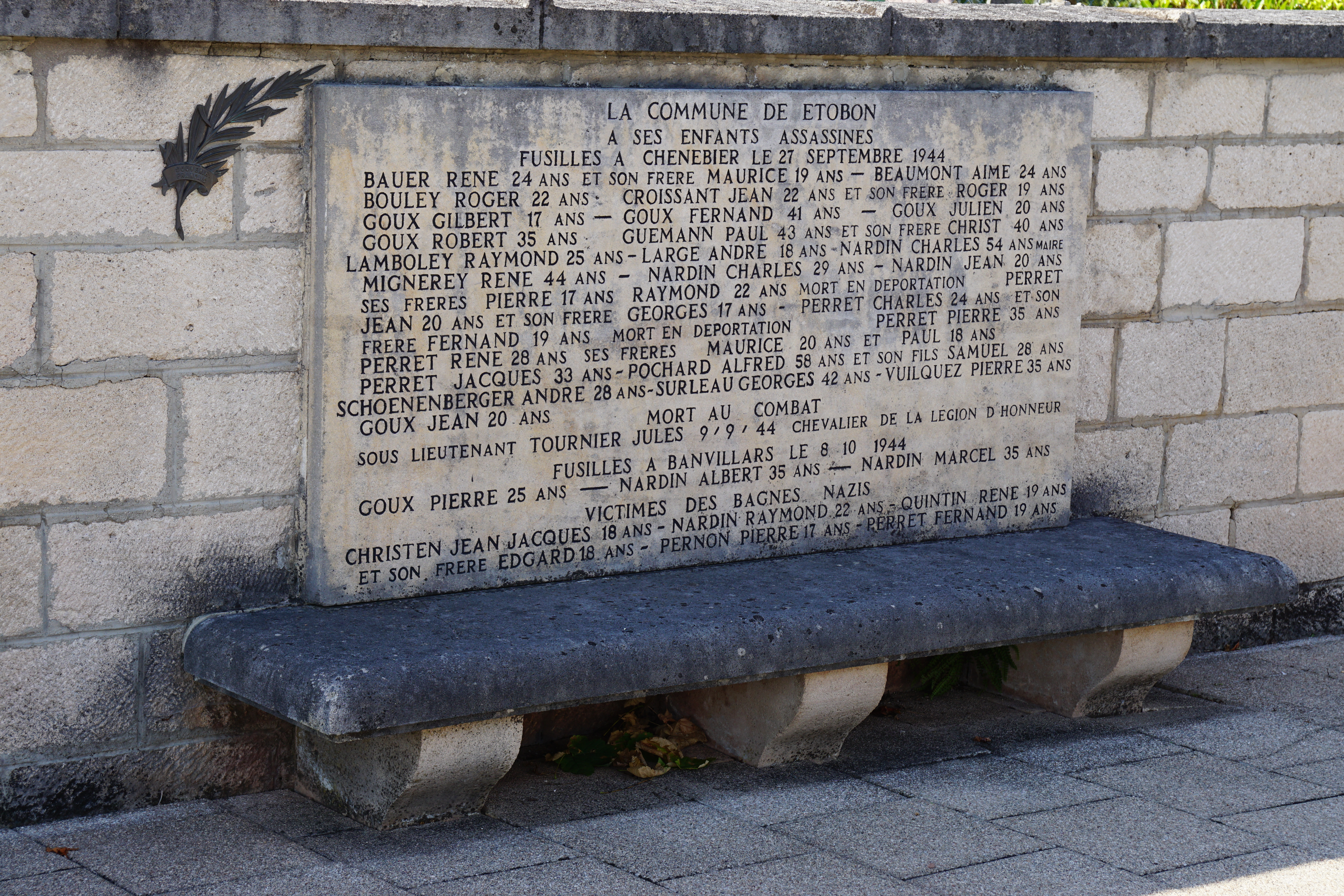
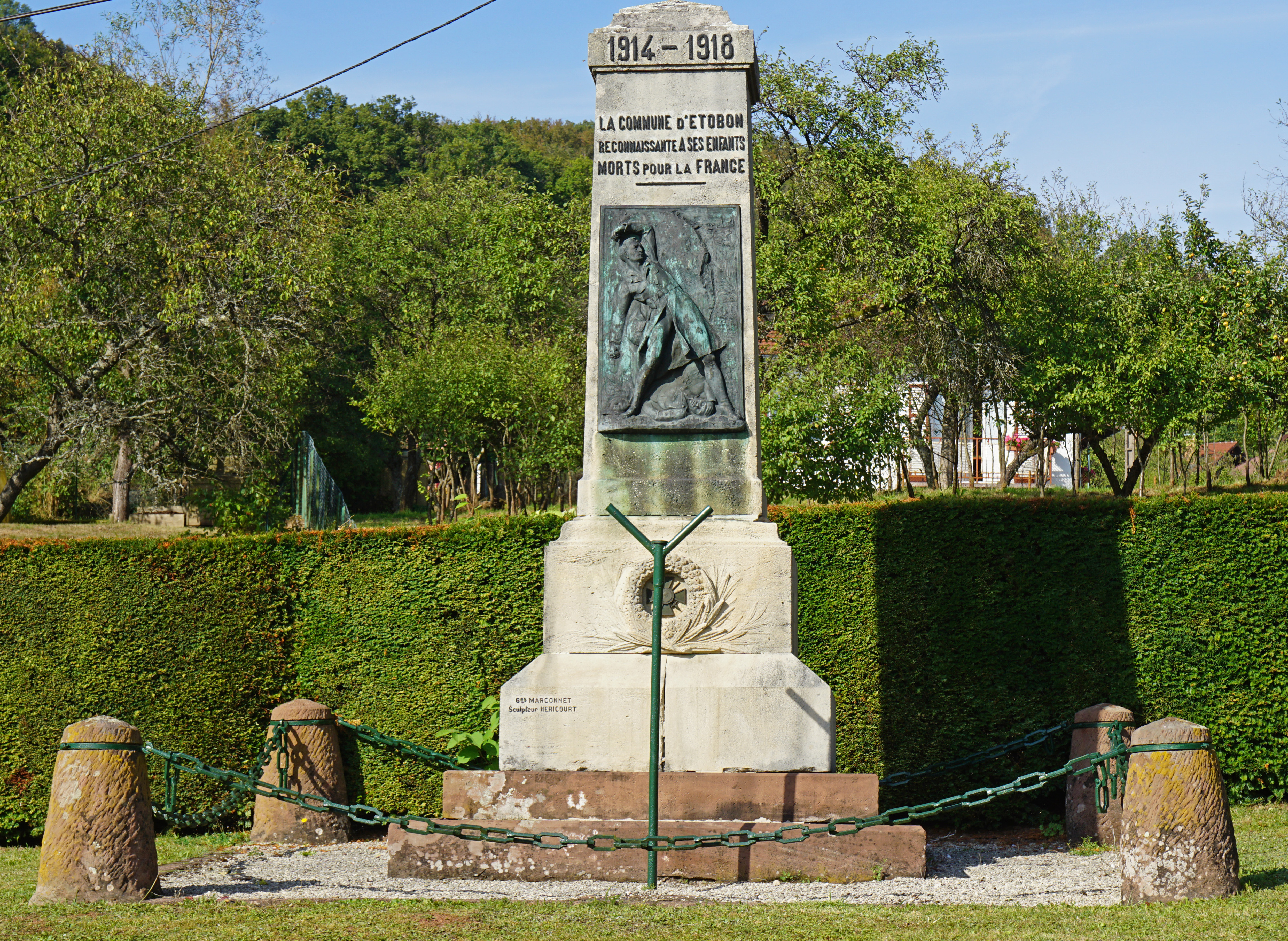
Le monument aux morts.

La commune est aussi dotée de nombreux étangs et de plusieurs fontaines, dont celle de la Comtesse.

Fontaines
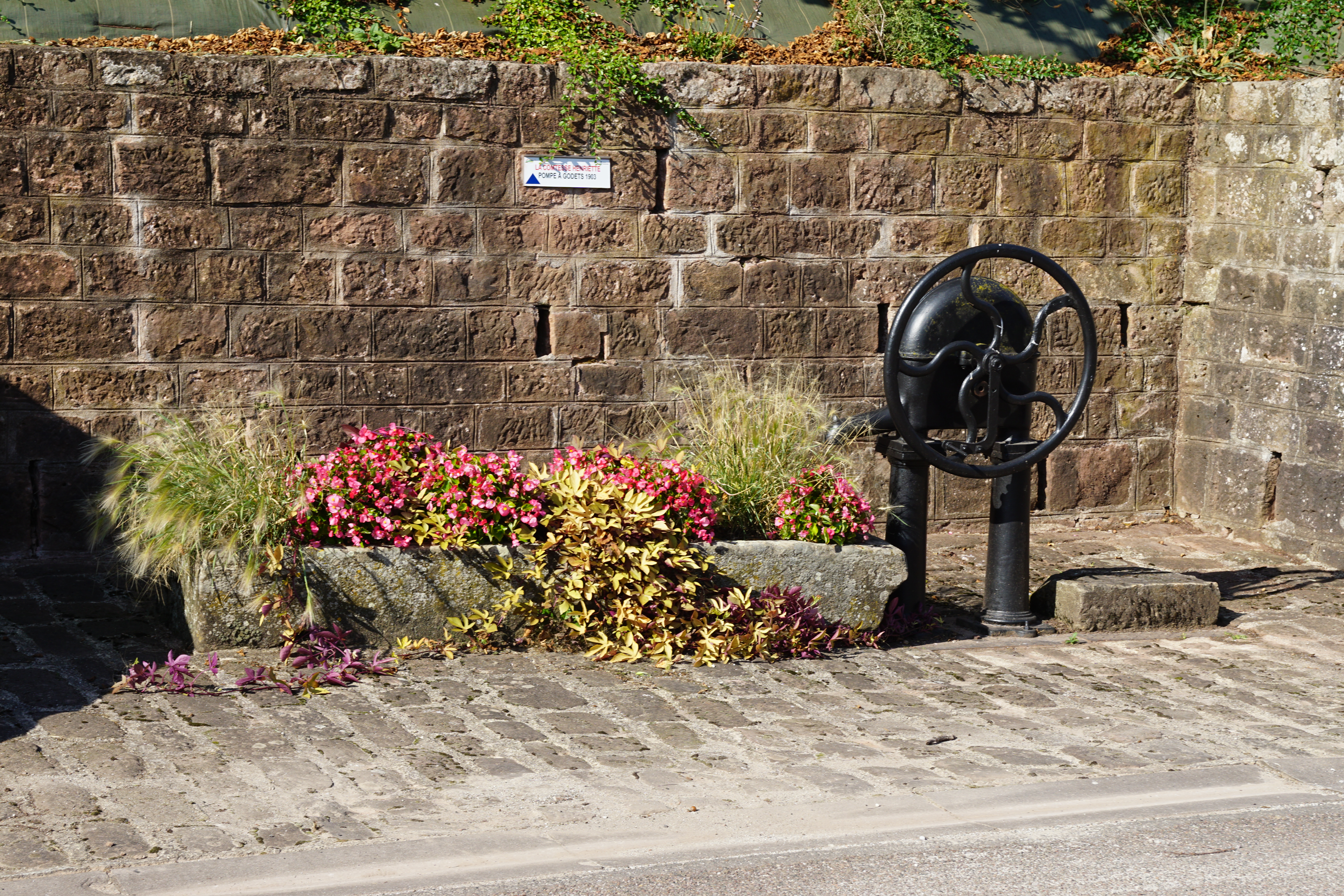
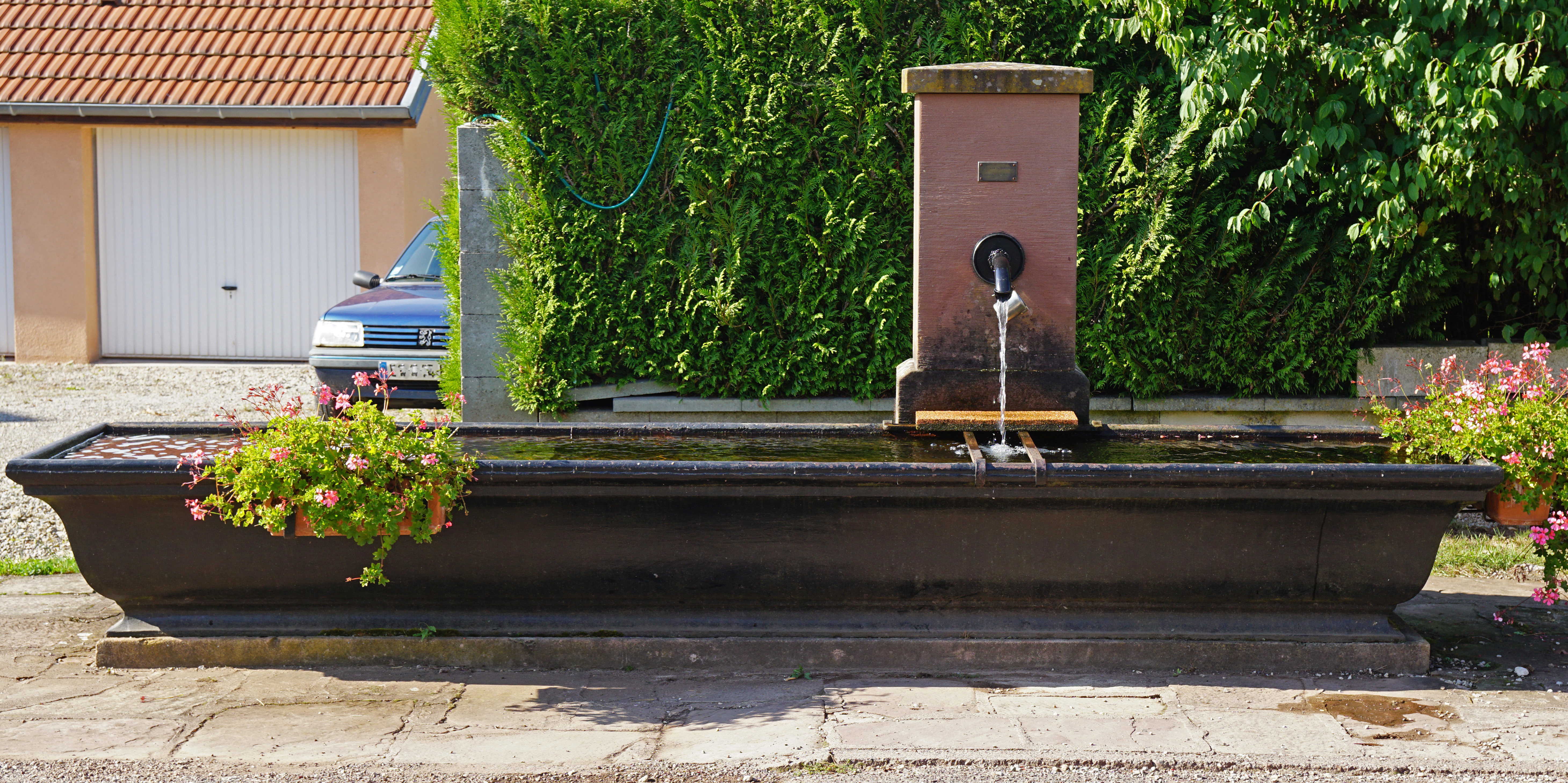
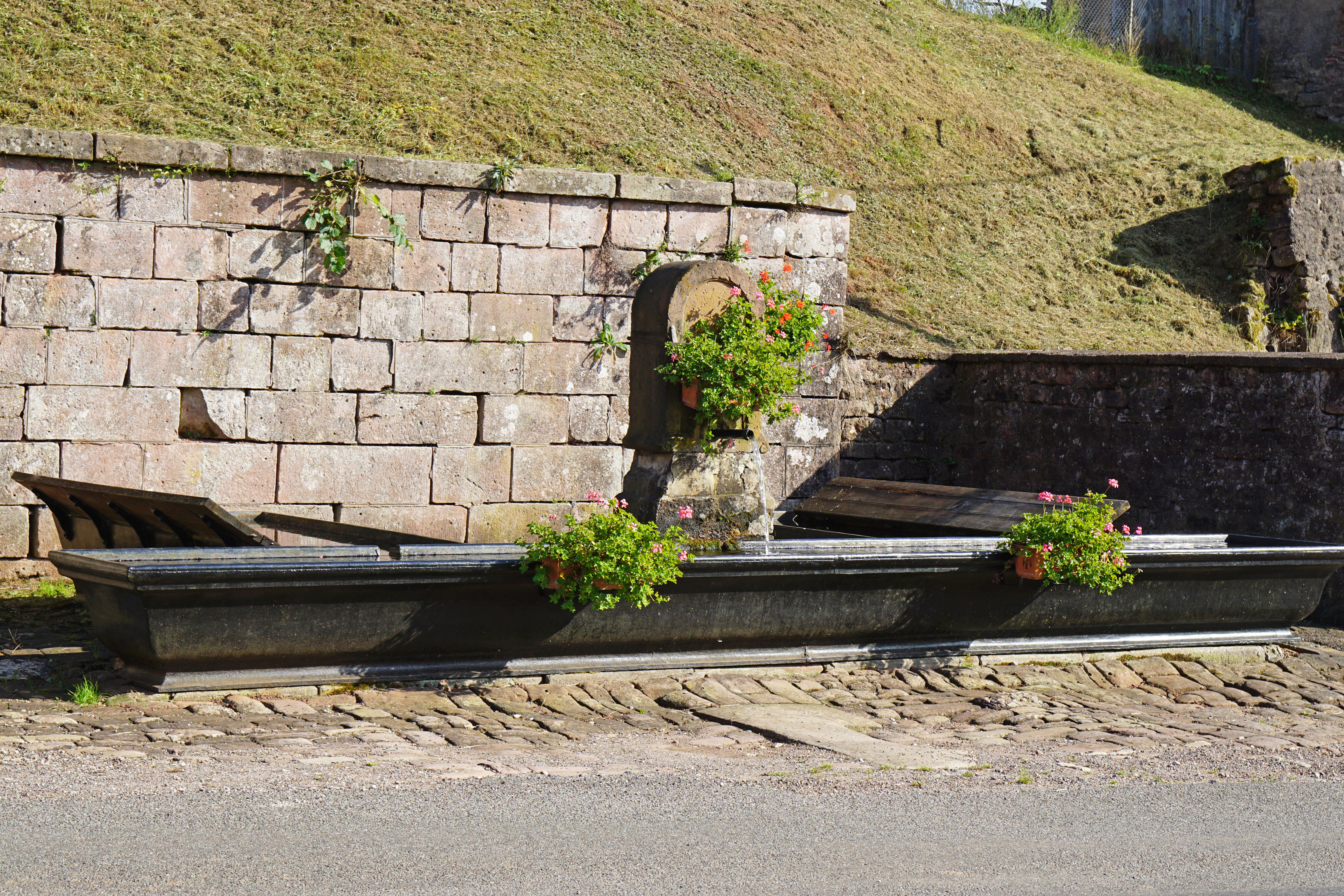
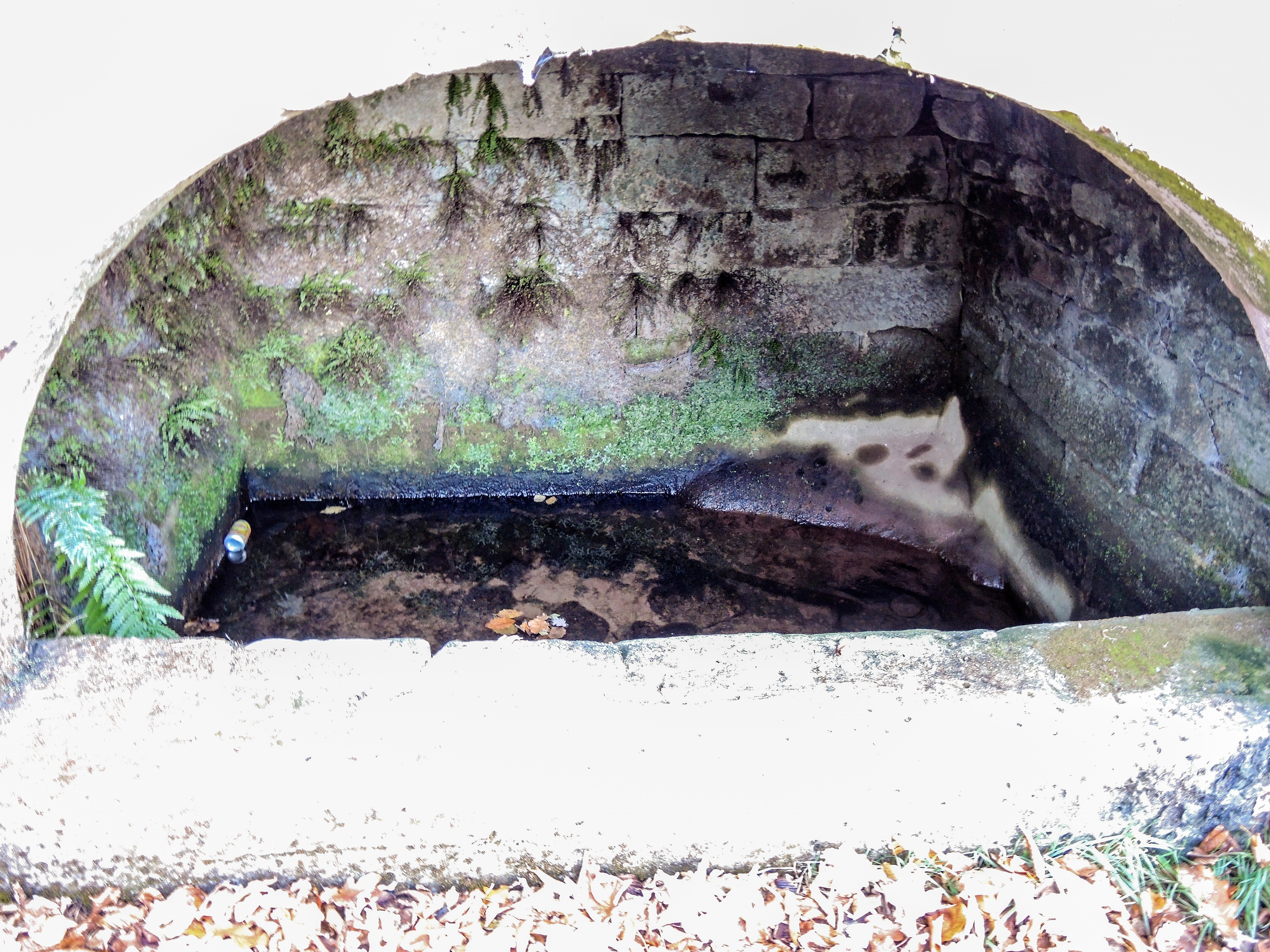
Bassin de la source de la comtesse.

Autres lieux
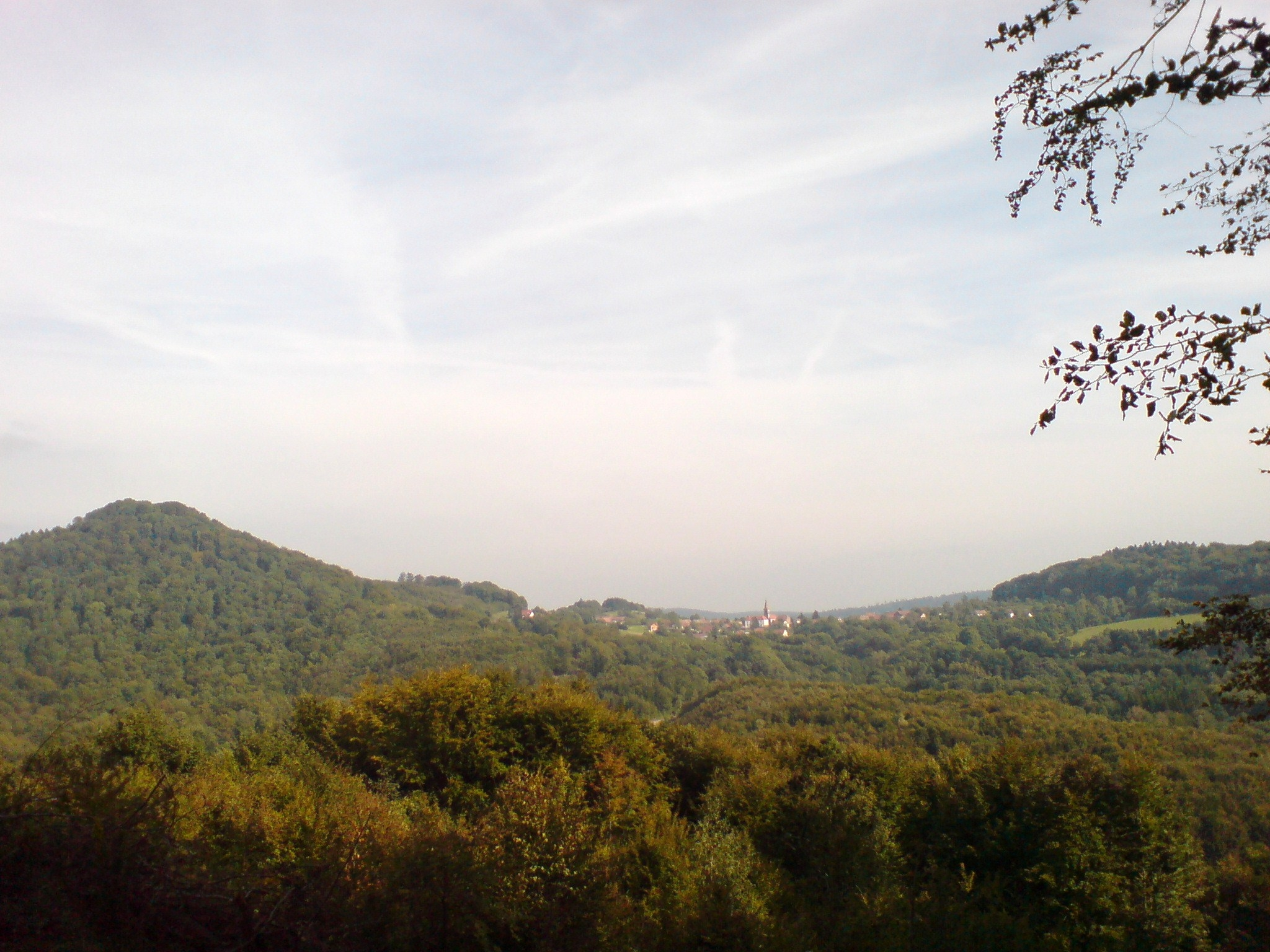
Étobon vue de la forêt.
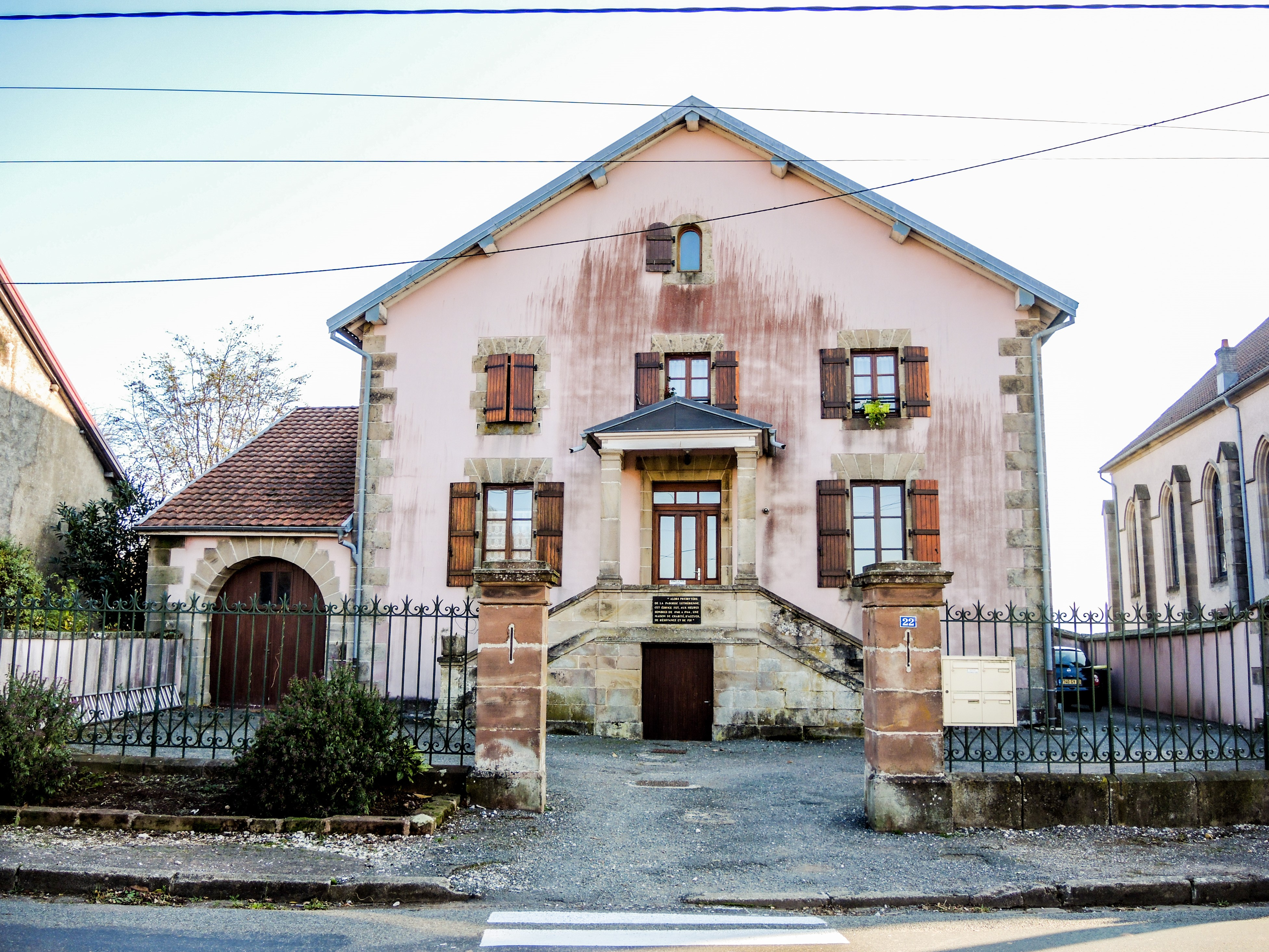
L'ancien presbytère.
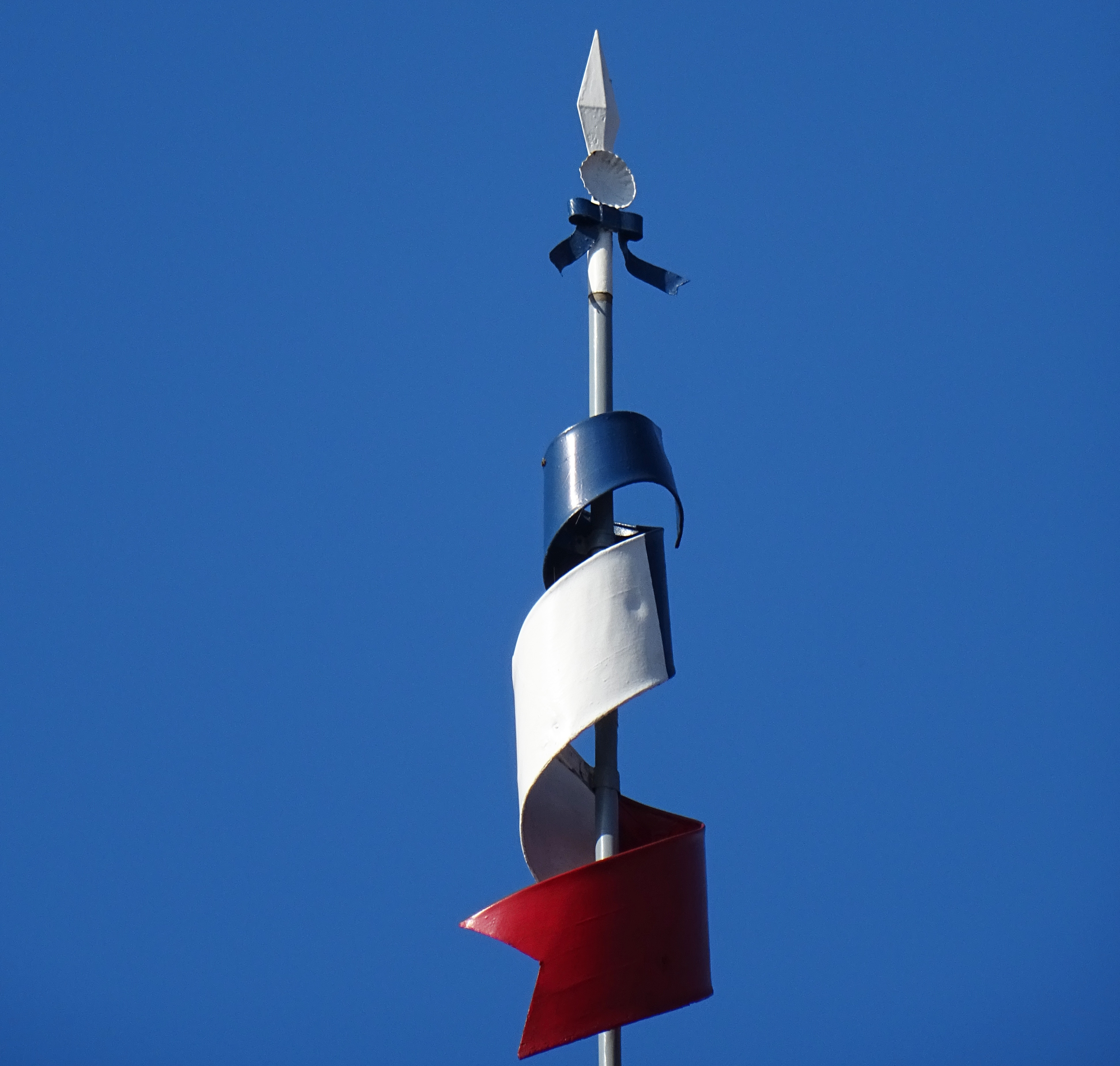
Drapeau fixe de la mairie.

### Folklore
Au 1er mai, les filles du village reçoivent du charmille si elles sont jolies, du sapin pour celles qui sont enceintes, des branches si elles sont laides.
Des habitants d'Étobon, partis faire fortune en Amérique, sont revenus au pays sans avoir réussi. C'est pourquoi certains terrains d'Étobon portent le nom « d'Amérique ».
À Étobon, la Tante Arie remplace le Père Noël. Cette légende est née grâce à la comtesse Henriette qui était très bonne pour les gens de la seigneurie.

### Héraldique
| Blason de Étobon | Blason  | Parti : au premier de gueules aux deux bars adossés d'or, au second mi-parti d'or à l'aigle bicéphale de sable accompagnée, en pointe, de quatre trèfles de sinople ordonnés en chevron renversé. |
| Blason de Étobon | Détails | Le statut officiel du blason reste à déterminer. |

## Pour approfondir